# 료칸 (승려)
료칸 (일본어: 良寛, 호레키 8년 10월 2일(1758년 11월 2일) - 덴포 2년 1월 6일(1831년 2월 18일))은 일본 에도 시대 후기 조동종의 승려, 가인, 한시인, 서예가이다. 호는 다이(大愚), 이름은 영장(栄蔵)이다.

## 생애

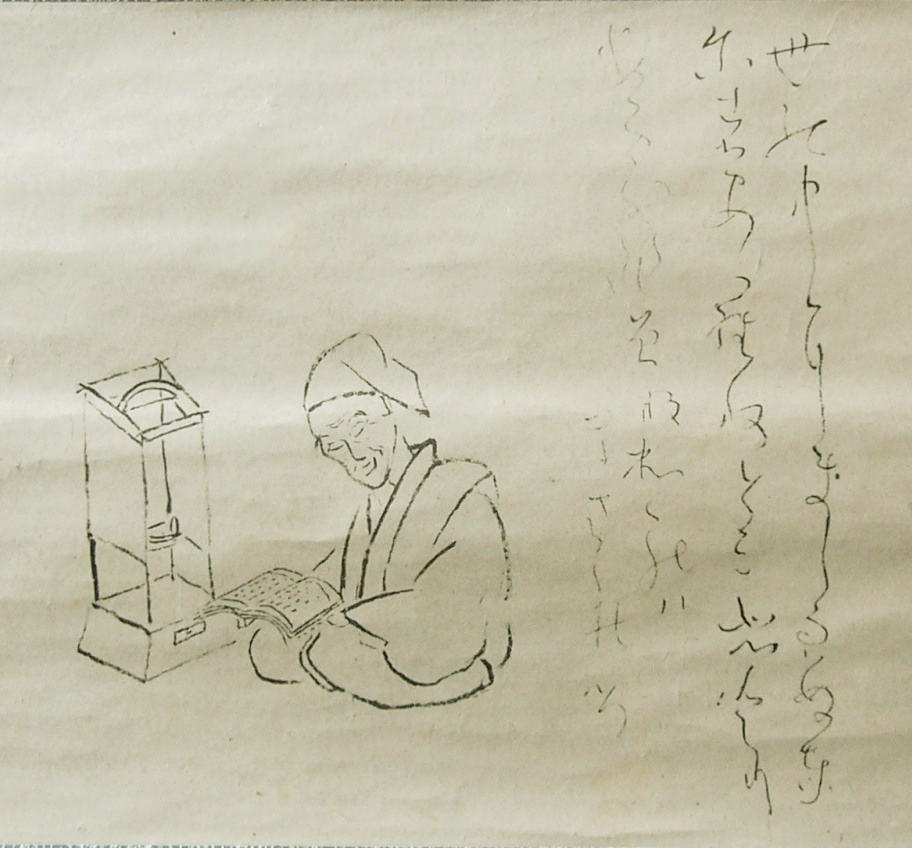
료칸의 모습을 그린 그림. 오른쪽의 글은 료칸 자신이 남긴 와카이다.

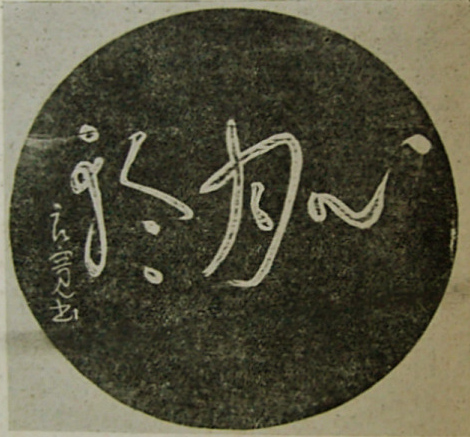
료칸의 글씨. 심월륜(心月輪)이라고 쓰고 나무에 새긴 것이다.

에치고국(越後国) 이즈모자키(出雲崎, 지금의 일본 니가타현 산토군 이즈모자키정)에서 4남 3녀의 장남으로 태어났다. 료칸의 생가는 그 지역의 명주(名主)·다치바나야(橘屋)였고, 아버지·이난(以南)은 묘슈의 옆에 있던 이시이 신사(石井神社)의 사직(祠職)을 맡았으며 동시에 가부키 배우이기도 했다. 료칸은 아버지의 뒤를 잇기 위해 묘슈 견습도 했지만, 견습 2년째인 18세 때, 갑자기 출가하여 어린 시절부터 학업에 힘써서 조동종 사찰인 가이가쿠 산 고쇼지(海嶽山光照寺, 이즈모자키정 아마세 소재)에서 수행을 시작했다.
이 해, 일본 각지에서는 쌀 소동이 빈발했고, 료칸이 머무르던 에치고에서도 자연재해와 역병, 흉년으로 수많은 사람이 굶어 죽었다. 마을 사람 사이에 벌어진 싸움을 조정하고, 도둑질을 해서 체포된 죄인의 처형에 묘슈 견습으로써 입회해야 했던 료칸의 눈에는 "이 세상은 구원이 없는 인간이 있는 불쌍한 세계"라고 느껴졌다. 결국 그것이 부모님의 설득에도 불구하고 료칸이 승려로서 출가하는 것으로 이어진 동인이 되었다.
안에이 8년(1779년) 22세 때, 빗추국 다마시(玉島, 지금의 오카야마현 구라시키시)의 엔도지(円通寺)의 승려 고쿠센 화상을 "평생의 스승"으로 정하고 그에게서 사사하였다. 료칸 자신은 비록 고향을 버리고 떠나오기는 했지만 "이 세상에 살아 있는 한 부모의 말을 품에 안고 살아가자"고 맹세했다. 엔도지의 격식은 높았고 입문에는 엄격한 계율을 통과해야 했다. 불경을 배우는 것보다 노동에 힘쓰는 것을 제일로 여기며 중국의 선승 백장선사의 유명한 「하루 일하지 않는 자는 하루 먹지 않는다」라는 말을 고쿠센 화상은 날마다 여러 가지 표현을 들어 료칸에게 설하였고, 그 가르침은 나중에 료칸의 삶에 강한 영향을 주었다.
엔도지에서의 수행은 12년에 걸쳤는데, 수행 4년 째 되던 해 봄에 고향의 어머니가 돌아가셨다는 부고를 듣게 되었지만 귀향조차 허락되지 않았다. 간세이 2년(1790년)에 이르러 료칸은 인가을 받는다. 이듬해 료칸의 나이 34세 때 '마음 가는 대로 여행을 떠나 보아라'라고 유언하고 입적한 스승 고쿠센 화상의 말을 듣고 료칸은 여러 구니를 돌아 다니는 여행 시작했다. 아버지의 부고를 받고도 료칸의 방랑 여행은 계속되었고, 기다이니(義提尼)부터 와카의 영향을 받는다.
48세 때, 에치고국 감바라군(蒲原郡, 쓰바메 시) 구가미야마(일본어: 国上山)의 고쿠죠지(일본어: 国上寺)의 '오합암'(五合庵)에서 서예를 배웠다. 그 서예의 모범으로 《추추첩》(秋萩帖)을 스스로 선택했다. 오합암의 료칸은 아무 일에도 관여하지 않고 누구에게도 방해받지 않는 나날을 보냈다. 죽순이 얼굴에 닿으면 거실을 나오고, 아이들이 찾아와 조르면 해가 저물 때까지 공놀이를 했다. 료칸은 자신의 노래집 포루산동(布留散東)에서 “이 마을에서 공놀이하면서 아이들과 시간을 보내는 봄날 하루가 저물지 않았으면”(この里に手まりつきつつ子どもらと遊ぶ春日は暮れずともよし)이라고 읊고 있다. 또한 서예는 료칸에게 있어서 울적한 심정을 토로할 수 있는 표현의 수단이기도 했다. 서예를 배우면서 종래의 서법으로는 자신의 심정을 표현할 수가 없다는 이유로 료칸 자신의 독자적인 서법을 고안해 나갔다. 료칸의 서예는 기교로 능숙하게 보이려고 하는 것이 아니라, 「점 하나 찍고」, 「작대기 하나 긋는」 그 하나하나의 위치의 차이에 따라 글자의 생명이 날아간다, 는 아슬아슬한 고비에 붓을 옮김으로써 완성되는 것이었다.
오합암에서의 계단 오르내리기가 힘들어지게 된 61세 때 료칸은 오토코 신사(乙子神社) 경내 초암에 거처를 마련하였다. 원숙기에 이른 양관의 글씨는 이때에 생겨났다.
70세 때 시마자키 촌(島崎村, 현 나가오카시)의 기무라 모토오에몬(木村元右衛門)이라는 사람의 저택에서 머물렀다. 물욕이 없고 담백한 성격이었던 료칸은 평생 자신만의 사찰에 머무르는 일 없이 백성들에게 신뢰를 받으며 중생 교화에 힘썼다. 민중에 대해서는 어려운 설법을 하지 않고, 스스로의 질소한 생활을 나타내거나 간단한 말(격언)로 일반 서민이 알기 쉽게 불법을 설했다. 그 자세는 일반 민중뿐만 아니라 다양한 사람들의 공감과 신뢰를 얻게 되었다.

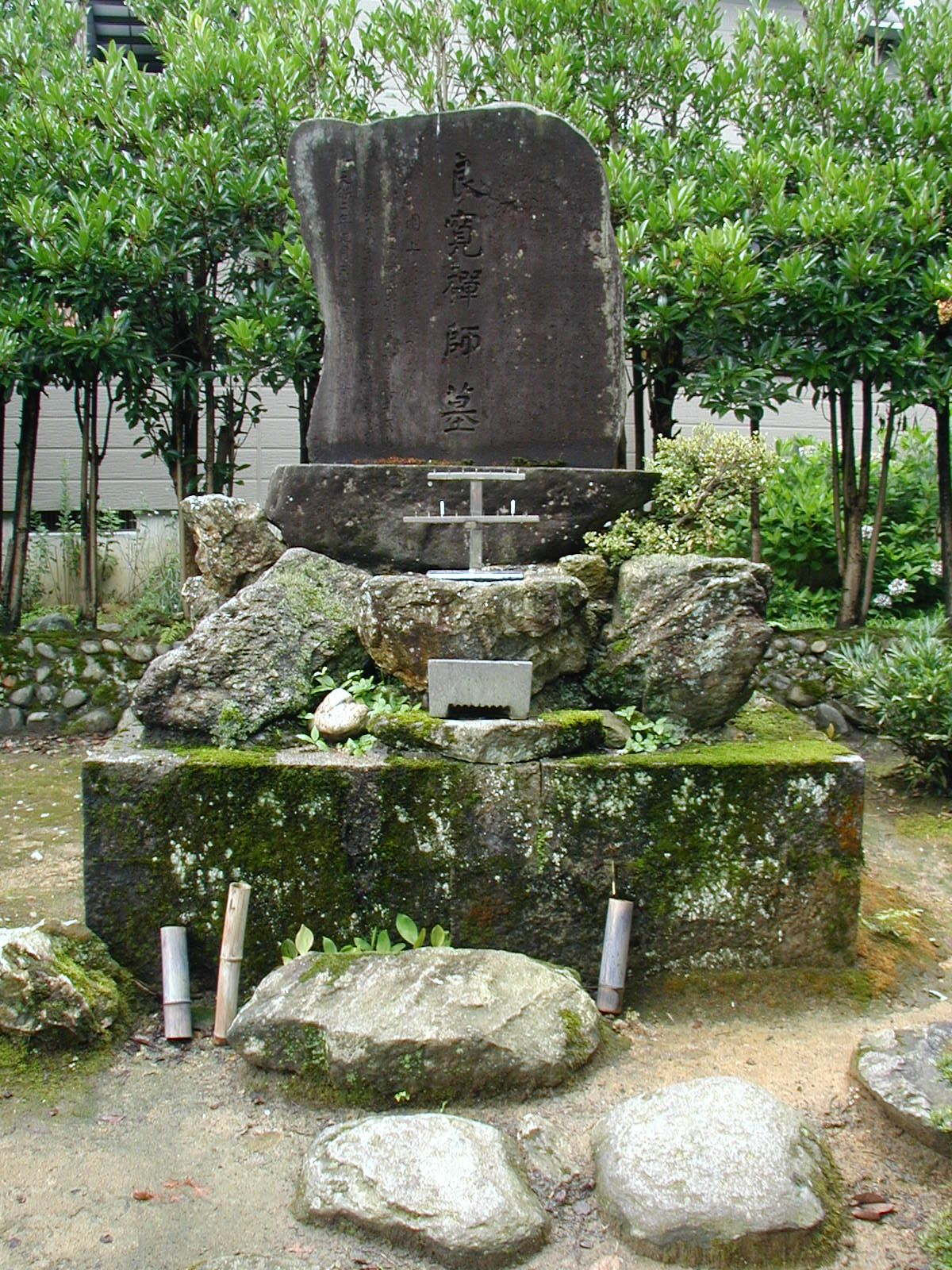
류센지(니가타현 나가오카시 시마자키)에 있는 료칸의 무덤

료칸의 임종을 끝까지 지켰던 제자 데이신니(貞心尼)가 《연꽃의 이슬》(蓮の露)에 료칸의 와카를 기록했다. 료칸은 그 밖에 한시, 교카, 하이쿠, 속요에 능숙하고 서예의 달인이기도 했다(따라서 료칸의 이름을 붙인 후세의 위작도 많다). 일본 니가타현 나가오카시 시마자키(西證院) 류센지(隆泉寺)에 료칸의 묘소가 남아 있다.

## 인물
- 료칸은 생전에 아이들을 좋아하여 아이들과 자주 어울려 놀기도 했다. 「아이의 순진한 마음이야말로 진정한 부처님의 마음」이라며[출처 필요] 아이들과 놀기를 좋아했고 자주 아이들과 숨바꼭질이나 공놀이를 하면서 놀았다고 한다.[e].
- 명필로 알려져 있었지만, 고명한 인물로부터의 글씨 의뢰는 거절하는 경향이 있었다. 하지만 아이들로부터 「연에 글씨를 써 주세요」라는 부탁을 받자 기뻐하며 「천상대풍」(일본어: 天上大風)이라고 하는 글자를 써 주었다고 한다.[f]
- 어느 날의 황혼 때, 료칸은 숨바꼭질을 하고 있었는데, 자신이 숨을 차례가 되자 근처의 논에 숨어 버렸다. 곧 날이 어두워지고 료칸을 찾지 못한 아이들은 그대로 집에 돌아가 버렸는데, 다음날 아침 일찍, 한 농부가 일을 하러 논에 와서 보니 그때까지도 료칸이 논에 숨어 있는 것이었다. 농부가 놀라서 "스님 여기서 뭐하십니까?"라고 묻자 료칸은 "조용히 하세요. 큰 소리를 내면 들킵니다."라고 대답했다고 한다.

이런 종류의 이야기가 전해져 아이들을 위한 동화 등으로 소개됨에 따라 료칸에 대한 친숙한 인상은 널리 전해졌다.
- 어느 날 밤에 도둑이 료칸의 암자에 들었으나 암자에는 훔쳐갈 것이 아무것도 없었다. 실망한 도둑을 붙잡고 료칸은 "우리 집까지 먼 길을 왔는데 빈손으로 가서야 되겠느냐"며 자신이 입고 있던 옷을 벗어 주었고, 도둑은 료칸의 옷을 들고 도망쳐 버렸다. 료칸은 알몸으로 뜨락에 앉아 달을 바라보며 "저 아름다운 달까지 줄 수 있었더라면 얼마나 좋았을까. 하지만 달은 줄 수도 훔칠 수도 없구나"라고 읊었다고 한다.
- 한번은 그 지방의 번주(藩主)가 사람을 시켜 료칸을 초청하게 했는데 마침 료칸은 출타중이었고, 선사를 기다리는 동안 그 사자는 암자 주위의 무성한 잡초들을 뽑고 깨끗하게 청소를 했다. 이윽고 돌아온 료칸 선사는 깔끔해진 주위를 돌아보면서 "풀을 다 뽑아 버렸으니 이제는 풀벌레 소리도 듣지 못하겠다"며 탄식했다. 료칸의 궁핍한 생활을 전해 들은 번주는 다시금 그 사자를 보내 료칸의 생계를 지원해 주겠다고 했지만, 료칸은 "불 땔 정도의 낙엽은 바람이 가져다 준다"며 거절했다.

## 어록
지진으로 아이를 잃은 가부키 배우 야마다 도코(일본어: 山田杜皐)에게 써 준 말이 전해진다.
- 재난을 맞는 시절에는 재난이 낫다, 죽음을 맞는 시절에는 죽음이 낫다, 그것이 이 재난을 모면하는 묘법이다(災難に逢う時節には災難に逢うがよく候、死ぬる時節には死ぬがよく候、是はこれ災難をのがるる妙法にて候)[7]

1828년 료칸이 71세 때, 산조 지진이라 불리는 대지진이 있었다. 진도7 상당의 흔들림이 있었다고 추정되는 이때의 대지진으로 죽은 자가 1,000명 이상이나 되었다. 진원지 바로 남쪽에 위치한 요사카(与板)에 살고 있던 료칸의 지인들, 특히 야마다 도코는 료을 별명인 「반딧불이」(蛍)라고 부를 정도로 사이가 좋았는데 산조 지진으로 아이를 잃은 도코는 마찬가지로 지진의 피해를 당했다고 생각되는 료칸에 편지를 썼고, 이에 료칸이 자신이 무사하다는 것을 전하는 답장을 보내면서 말미에 곁들인 것이 위의 말이다. 불교의 사상, 특히 사고팔난이라는 인간의 고난에서 벗어나려고만 하는 데에서 고뇌가 생겨나고 사성제로서 받아 들일 수 밖에 없다는 것을 잘 배우고 있는 도코는, 이 말의 의미를 잘 이해했을 것이다.

## 사세
료칸이 남긴 사세구는, 데이신니가 《연꽃 이슬》에 기록하고 있다. 료칸이 임종한 장소에서 읊은 것은 아니지만, 친동생 요시유키(由之)에게 유언으로 보낸 노래로, 요시유키가 쓴 '야에기쿠'에 남겨져 있다  .
사세구는 다음과 같다.
- うらを見せおもてを見せてちるもみぢ[7]
이 시는 료칸 연고의 엔도지 절의 비석에 있다.

요시유키에게 유언으로 보낸 노래는 다음과 같다.
- 내가 남긴 유물은 봄에는 꽃, 여름에 두견, 가을이면 단풍잎일세(形見とて何残すらむ春は花夏ほととぎす秋はもみぢ葉)[7]

## 와카
형식에 구애받지 않는 솔직한 표현을 잘 사용하여, 많은 와카를 남겼다.
- この宮の木（こ）したに子供等と遊ぶ夕日は暮れずともよし
- 風きよし月はさやけしいざともに踊り明かさむ老いのなごりに
- 歌もよまむ手毬もつかむ野にもいでむ心ひとつを定めかねつも
- いにしへを思へば夢かうつつかも夜はしぐれの雨を聞きつつ
- 世の中にまじらぬとにはあらねどもひとり遊びぞ我はまされる

## 한시
료칸은 평생 231수가 넘는 한시를 지었다. 가장 유명한 것은 다음의 한시이다.
生涯懶立身　… 생애 입신하기 저어하여

騰々任天真　… 등등히 하늘에 맡겼다네

嚢中三升米　… 주머니 안에 석 되 쌀

炉辺一束薪　… 등불 가까이 한 가닥 땔감

誰問迷悟跡　… 뉘라서 깨달음의 자취가 미혹함을 묻고

何知名利塵　… 어찌 명리가 먼지 같음을 알까

夜雨草庵裡　… 밤비 내리는 초암 속에서

双脚等閑伸　… 두 다리 편히 뻗고 있는데— 良寛,   入矢義高 역주『良寛詩集』

## 저작 집성
료칸의 저작에 대한 후대의 집대성을 출판 연대를 순서로 꼽으면 다음과 같다.
- 良寛 (1879).  小林二郎, 편집. 《良寛禅師歌集》.
- 良寛 (1918).  玉木礼吉, 편집. 《良寛全集》. 良寛会. - 復刻：牧野出版、1994年。
- 良寛 (1929).  大島花束, 편집. 《良寛全集》. 岩波書店. - 복간：2001年。第二版新元社、1958년. 복간：恒文社、1989年。
- 良寛 (1959).  東郷豊治, 편집. 《良寛全集》 上・下. 東京創元社. - 전기 연구로 일본에서 제9회 요미우리 문학상(読売文学賞)을 수상하였다. 이후 신장판이 나오고 있다.  - 1813년에 의사이자 시인이었던 스즈키 고조(鈴木隆造, 도켄桐軒)가 료칸의 시집인 『초당집』(草堂集)을 간행하고자 했을 때 료칸은 허락하지 않았던 것으로 보이는데[10] 동생인 스즈키 진조(鈴木陳造, 분다이文台)가 형 고조와 계획하여 간행하자고 하여 서문까지 다 썼으나 미완인 채로 세상을 떠났다. 『초당집』의 편집은 고조의 아들인 슌테이(順亭)에게로 이어졌으나 그 또한 출판에는 이르지 못했고, 슌테이가 정리한 원고를 중심으로 출판된 것이 바로 이 책이다.
- 良寛 (2006).  内山知也・谷川敏朗・松本市壽, 편집. 《定本良寛全集》 全3巻. 中央公論新社.
- 良寛 (1996).  谷川敏朗, 편집. 《校注良寛全歌集》. 春秋社. - 新装版：2014年。
- 良寛 (1998).  谷川敏朗, 편집. 《校注良寛全詩集》. 春秋社. - 新装版：2014年。
- 良寛 (2000).  谷川敏朗, 편집. 《校注良寛全句集》. 春秋社. - 新装版：2014年。
- 良寛 (1992).  요시노 히데오(吉野秀雄) 교주(校注), 편집. 《良寛歌集》. 東洋文庫. - 新版：平凡社東洋文庫 1992년. 교주를 맡은 요시노 히데오는 일본에서 료칸의 전기 연구로도 이름이 높다.

### 한시 주해
료칸의 한시 작품 번역 · 해설서는 다이쇼 후기 이래로 쇼와에 이르기까지 100권 이상이 넘는다.
- 良寛 (2001).  飯田利行, 편집. 《良寛》. 現代語訳洞門禅文学集. 国書刊行会.
- 良寛 (2002). 《良寛道人遺稿》. 中公クラシックス. 中央公論新社.
- 良寛 (2002).  井上慶隆, 편집. 《良寛》. 日本漢詩人選集 11. 研文出版.
- 良寛 (2006). 《良寛詩集》. 平凡社東洋文庫. 講談社. - 여러 차례 간행되었다.

## 료칸에 관한 작품

### 책
- 新美南吉 (1941). 《良寛物語 : 手毬と鉢の子》. 学習社. - 復刻： 中日新聞社、2013年。장편 - 저자인 니이미 생전에 출판된 2책 가운데 하나이다.
- 安藤英男 (1978). 《良寛 : 逸話でつづる生涯》. 鈴木出版.
- 北川省一 (1983). 《漂泊の人良寛》. 朝日新聞社・朝日選書.
- 水上勉 (1984). 《良寛》. 中央公論社. - 훗날 中公文庫、개판이 1997년에 나왔다.
- 吉本隆明 (1992). 《良寛》. 春秋社.
- 矢代静一 (1993). 《良寛異聞》. 河出書房新社. - 훗날 河出文庫에 실렸다.
- 吉野秀雄 (1993). 《良寛 : 歌と生涯》. ちくま学芸文庫. 筑摩書房. - 復刊： アートデイズ、2001年。
- 水上勉 (2002). 《良寛のすべて》. 自選仏教文学全集 3. 河出書房新社. - 이밖에 2권은 『良寛を歩く』、『蓑笠の人』이다.
- 植野明磧 (2010). 《慕われる生き方 良寛さん》. 中経の文庫. 中経出版.

### 연극
- 야시로 세이이치(矢代静一) 《야야》(弥々) 1992년 - 희곡으로 료칸과 그의 첫사랑이었던 야야(弥々)라는 여인의 인생을 야야의 딸이 이야기하는 형식의 1인극이다.
딸 역할을 맡은 배우 마리야 도모코(毬谷友子)가 초연 이래 1998년 야시로가 사망한 뒤에도 그 일생의 작품으로 연기를 이어나갔다.

### 영화
- 사다나가 히로시 감독, 카토 히로코 외 각본, 세토우치 자쿠초 원작 ' 료칸 ' 1997년. - 마츠모토 유키시로, 스즈키 쿄카, 와시오 이사코, 와타나베 히로유키가 출연.

### 간행 사전
- 解良栄重 (1979). 《良寛禅師奇話》. 新潟県三条市: 野島出版. - 良寛を直接知っていた解良栄重による良寛の逸話集。写本の影印本。
- 谷川敏朗 (1981).  良寛全集刊行会, 편집. 《良寛伝記・年譜・文献目録》. 良寛全集別巻 1. 野島出版.
- 高橋庄次 (1998). 《良寛伝記考説》. 春秋社. - 新装普及版 2008年。

## 동상
- 쓰키미가오카 정 주민센터(月見ヶ丘町民センター, 후쿠시마 현 가와누마 군 야나기쓰 정)
- 류센지(니가타 현 나가오카 시 시마자키) - 료칸의 묘가 있는 곳이기도 하다.
- JR 나가오카역(JR長岡駅) 역사 내부(니가타 현 나가오카 시 조나이 정)
- 엔도지 (오카야마현 구라시키시 타마시마)
- 니가타 대학 이가라시 캠퍼스(新潟大学五十嵐キャンパス, 니가타 현 니가타 시 니시구 이가라시)
- 덴료 마을(天領の里) - 어린 시절의 료칸의 동상이 서 있다. 니가타 현 미시사 군 이즈모자키 정 大字尼瀬
- 쓰바메 시 분스이 료칸 사료관(燕市分水良寛史料館, 니가타현 츠바키시 가미스와, JR 분스이역 5분）

## 계도
```
　　　　　　　┃
　　　　　　以南（与板町の「割元・新木与五右衛門（※）」の息子）
　　　　　　　　※与板四代山田四郎左衛門高重の二男
　　　　　　　┃
　　　　　　良寛
```

## 참고 문헌
- 新木涵人 (2003년 7월 7일). “源流を訪ねて : 始祖の地探訪の旅”. 《瀬戸音信》 (일본어). 2013년 7월 21일에 원본 문서에서 보존된 문서. 2017년 9월 28일에 확인함. - 与板新木家系図
- 榛原守一 (2013년 9월 4일). “良寛禅師の辞世とされる句と歌について”. 小さな資料室. 2023년 1월 24일에 확인함.
- 広沢隆之 (2014). 《一冊でわかるイラストでわかる図解仏教 : 地図・イラストを駆使超ビジュアル100テーマ》. SEIBIDO MOOK. 成美堂出版.
- 佐藤隆定 (2018년 2월 5일). “災難に遭う時節には災難に遭うがよく候”. 《禅語一覧》. 禅の視点. 2023년 1월 18일에 확인함.
- 野積良寛研究所. “親しい人々と橘屋の没落”. 良寛ワールド. 2023년 1월 28일에 확인함.

## 참고 자료
- 新潟県長岡地域振興局 企画振興部 (2017년 6월).  良寛の里活性化研究会, 편집. “良寛たずね道八十八ヶ所巡りモデルコース&ガイドマップ”. 《良寛の里》. 新潟県庁. 2021년 7월 28일에 원본 문서에서 보존된 문서. 2023년 1월 25일에 확인함.

### 내용주
1. ↑  다만 태어나고부터 생애를 다룬 문헌 외의 사료들이 많지 않다.
2. ↑  엔도지 수행 시절의 기록은 거의 남아 있지 않다.
3. ↑  승려가 사미의 수행을 마치고 한 사람의 승려가 되었다는 증명
4. ↑  고쿠죠지 본당을 재건한 객승 만겐 상인(萬元上人)이 매일 쌀 다섯 홉을 시주받았다는 데에서 유래하였다.
5. ↑  언제든지 놀 수 있도록 주머니에는 항상 공을 넣어 가지고 다녔다고 한다.[출처 필요]
6. ↑  이때 써 준 풍(凧)이라는 글자는 현대에도 남아 있다.[5]